# Hrant Bagratjan

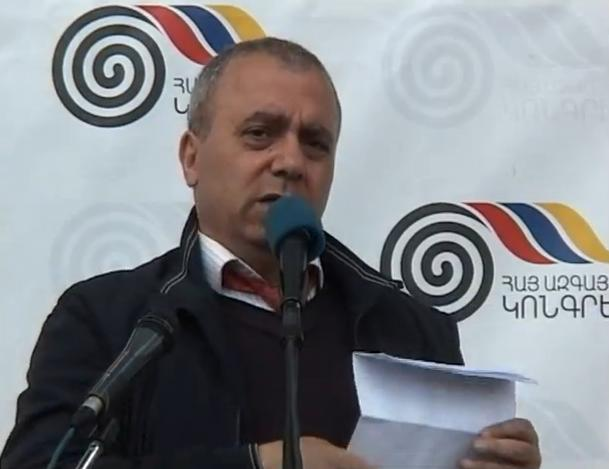
Hrant Bagratjan

Hrant Bagratjan (armenisch Հրանտ Բագրատյան; * 18. Oktober 1958 in Jerewan) ist ein armenischer Ökonom und Politiker (Partei Freiheit). Er war von 1993 bis 1996 Premierminister Armeniens für die Armenische Allnationale Bewegung.

## Biographie
Bagratjan besuchte von 1965 bis 1975 das Gymnasium in Jerewan. Anschließend studierte er bis 1979 an der dortigen Wirtschaftsuniversität, an der er von 1982 bis 1985 ein Nachdiplomstudium absolvierte. Dazwischen diente er von 1979 bis 1981 in der sowjetischen Armee.
1990 wurde er erster stellvertretende Ministerpräsident und Minister für Wirtschaft Armeniens. Diese Ämter hatte er inne, bis er 1993 Ministerpräsident wurde und bis 1996 blieb. Von 1998 bis 2006 war er Vizepräsident sowie Direktor für Personal und Beschaffung der Yerevan Brandy Company. Seit 2006 ist Bagratjan Chef der Partei „Asatutjun“ (deutsch: Freiheit).
Bagratjan hat in Wirtschaftswissenschaften und Philosophie promoviert und ist Autor von 61 wissenschaftlichen Artikeln und neun Büchern.

## Bibliographie
- Общество и государство (Gesellschaft und Staat), ISBN 5-87113-078-X; 2000 г. (Online)